# Флигель усадьбы Е. Х. Эвениуса — И. Ф. Ремлера
Флигель усадьбы Е. Х. Эвениуса — И. Ф. Ремлера — памятник деревянной архитектуры в историческом центре Нижнего Новгорода. Построен в 1884 году. Автор проекта не установлен.
Здание является частью застройки древнейшего Верхнего Посада Нижнего Новгорода. Представляет собой образец деревянной и каменно-деревянной архитектуры Нижнего Новгорода XIX — начала XX веков.
Здание является частью старинной усадьбы нижегородских провизоров Е. Х. Эвениуса и П. Ф. Ремлера. Декор флигеля, выполненный из резных деревянных деталей, имитирующих украшения каменных зданий, является одним из единичных сохранившихся примеров подобного архитектурного решения в застройке Нижнего Новгорода.

## История
Исторически одноэтажное деревянное здание на каменном подвале являлось флигелем усадьбы провизора И. Ф. Ремлера (бывшая усадьба Эвениусов). Род Эвениусов в Нижнем Новгороде хорошо известен историкам и экскурсоводам. В самом центре города по адресу Варварская, 4 в 1781 году открылась первая городская аптека. В ней, после экзамена и присяги, был утверждён аптекарем молодой фармацевт Георг Эвениус, получивший фармацевтическое образование в Германии и начинавший практику в городе Галле (его сын, А. Е. Эвениус, стал первым директором московской Градской больницы). В 1780 году «молодой гезель», как его называли в те времена, решил переехать в Россию. Успешно пройдя проверку знаний в Санкт-Петербургской Государственной медицинской коллегии, он получил привилегию на открытие вольной (партикулярной) аптеки в Нижнем Новгороде. На тот момент вольных аптек во всей России было только одиннадцать. В 1784 году при Генеральном размежевании города в начале Варварской улицы Эвениусу было нарезано 1473 кв. сажени усадебной земли. В 1789 году машинного дела мастер И. И. Немейер спроектировал двухэтажное каменное здание партикулярной аптеки. В 1883 году новый владелец, аптекарь И. Ф. Ремлер, по проекту архитектора Н. Д. Григорьева перестроил здание.
В 1884 году на усадьбе был выстроен деревянный флигель. Автор проекта не установлен. В 1909 году флигель, как и все остальные усадебные постройки, был приобретён в собственность городского самоуправления.
В советский период здание было экспроприировано государством и переустроено под квартиры. В течение советских лет были утрачены многие элементы архитектурного оформления флигеля: крыльцо с навесом на главном фасаде, веранда, терраса со столбами, штукатурные ленточные наличники окон полуподвала, отдельные элементы декора.

## Архитектура
Флигель выполнен в духе эклектики с использованием в декоре классицистических форм и элементов. Композиция главного фасада симметрична, выделена ризалитом, акцентированным расположенной на вальме большой будкой слухового окна, завершённой фронтоном. Декор выполнен в дереве деталями, свойственными оштукатуренным каменным зданиям. Главный фасад и ризалит фланкированы рустованными лопатками. Ризалит завершён карнизом на фигурных кронштейнах с волютообразными завитками.
Оконные проёмы ризалита оформлены профилированными наличниками с ушками по сторонам верхней части наличников и аналогичными уширениями сверху, в которых помещены гирлянды. Над проёмами расположены лучковые сандрики с фигурными кронштейнами. Между кронштейнами — геометрический, в виде колец, орнамент. Подоконье декорировано резными столбиками с рельефным пирамидальным орнаментом. Цоколь ризалита оштукатурен, прямоугольные окна обрамлены профилированными наличниками. Декор фланговых частей главного фасада и дворового фасада в целом подобен, но менее сложен.